# Упсала (община)
Община Упсала (на шведски: Uppsala kommun) е разположена в лен Упсала, източна централна Швеция с обща площ 2246 km2 и население 205 199 души (към 31 декември 2013). Административен център на община Упсала е едноименния град Упсала.